# Медовець
Ме́довець (болг. Медовец) — село у Варненській області Болгарії. Входить до складу общини Дилгопол.

## Населення
За даними перепису населення 2011 року у селі проживали 1717 осіб.
Національний склад населення села:
| Національність   | Кількість осіб | Відсоток |
| ---------------- | -------------- | -------- |
| турки            | 1697           | 99,3%    |
| болгари          | 11             | 0,6%     |
| інша             | 0              | 0%       |
| Всього відповіли | 1709           |          |

Розподіл населення за віком у 2011 році:
Динаміка населення: